# Hisardžik
Hisardžik (Servisch cyrillisch Хисарџик) is een plaats in de Servische gemeente Prijepolje. De plaats telt 285 inwoners (2002).